# North Logan
North Logan város az USA Utah államában, Cache megyében. Lakosainak száma 10 986 fő (2020. április 1.).

## Népesség
A település népességének változása:
| Lakosok száma | 8269 | 8765 | 10 986 |
|               | 2010 | 2012 | 2020   |